# Pyynikki-Rennstrecke
Die Pyynikki-Rennstrecke war eine Rennstrecke im Stadtteil Pyynikki  der finnischen Stadt Tampere. Die in einem Park gelegene Piste war 3,608 Kilometer lang und wurde im Uhrzeigersinn befahren.

## Geschichte
Das in Pyynikki ausgetragene Rennen ist als Pyynikinajot bekannt und wurde erstmals 1932 ausgetragen. Nach einer Unterbrechung durch den Zweiten Weltkrieg wurde der Rennbetrieb 1946 wieder aufgenommen. 
Nachdem die Strecke bereits 1961 das Prädikat des "Großen Preis von Finnland" für Motorräder ausrichten dürfte, war sie in den Jahren 1962 und 1963 Austragungsort des Großen Preises von Finnland im Rahmen der Motorrad-Weltmeisterschaft. Weil die Pyynikki-Rennstrecke als zu schmal galt, wurde der Große Preis von Finnland ab 1964 in Imatra ausgetragen. 
In der Geschichte der Pyynikinajot-Rennen kamen insgesamt drei Fahrer ums Leben. 1971 wurde das Rennen aus Sicherheitsgründen verboten. Beim letzten Rennen in Pyynikki errang der spätere Weltmeister Jarno Saarinen einen Doppelsieg.

## Sieger der Motorrad-WM-Rennen
Quelle: 
| Jahr | 50 cm³                          | 125 cm³                | 350 cm³                   | 500 cm³                   |
| ---- | ------------------------------- | ---------------------- | ------------------------- | ------------------------- |
| 1962 | Luigi Taveri (Honda)            | Jim Redman (Honda)     | Tommy Robb (Honda)        | Alan Shepherd (Matchless) |
| 1963 | Hans Georg Anscheidt (Kreidler) | Hugh Anderson (Suzuki) | Mike Hailwood (MV Agusta) | Mike Hailwood (MV Agusta) |